# 로열 메달 수상자 목록
다음은 로열 메달 수상자 목록이다.

## 1820년대
| 연도 | 수상자                 | 분야   | 업적                                                              |
| 1826 | 제임스 아이보리        | 수학   | 천문학적 굴절에 관한 논문과 수학 주제에 관한 연구                 |
| 1826 | 존 돌턴                | 물리학 | 원자론을 발전시키고, 물리학 분야의 다른 작업들과 발견을 이룬 공로 |
| 1827 | 프리드리히 슈트루베    | 천문학 | 카탈로그라는 새로운 중복 별 발견                                  |
| 1827 | 험프리 데이비          | 물리학 | 전기 변화의 관계와 화학 전기 발견                                 |
| 1828 | 요한 프란츠 엔케       | 천문학 | 짧은 주기의 혜성의 궤도 확인                                      |
| 1828 | 윌리엄 하이드 울러스턴 | 화학   | 플라티나 광석에 포함된 금속 몸체의 특성에 대한 연구               |
| 1829 | 찰스 벨                | 해부학 | 신경계와 관련된 발견을 이룬 공로                                  |
| 1829 | 아일하르트 미첼리히    | 화학   | 결정화 법칙 및 결정 속성 발견                                     |

## 1830년대
| 연도 | 수상자                      | 분야         | 업적                                                              |
| 1830 | 앙투안 제롬 발라드          | 화학         | 브롬의 발견                                                       |
| 1830 | 데이비드 브루스터           | 물리학       | 빛의 편광 및 기타 속성에 대한 연구                                |
| 1831 | 수상자 없음.                | 수상자 없음. | 수상자 없음.                                                      |
| 1832 | 수상자 없음.                | 수상자 없음. | 수상자 없음.                                                      |
| 1833 | 아우구스틴 피라미드 드 캉돌 | 식물학       | 식물 생리학에 대한 연구                                           |
| 1833 | 존 허셜                     | 천문학       | 회전하는 이중성 궤도 조사에 관한 연구                             |
| 1834 | 찰스 라이엘                 | 지질학       | 지질학의 원리 연구                                                |
| 1834 | 존 윌리엄 러벅              | 물리학       | 조수에 대한 연구                                                  |
| 1835 | 마이클 패러데이             | 화학         | 전기에 관한 일련의 실험적 연구                                    |
| 1835 | 윌리엄 로언 해밀턴          | 물리학       | 원추형 굴절의 발견                                                |
| 1836 | 조지 뉴포트                 | 식물학       | 곤충의 해부학 및 생리학에 대한 연구                               |
| 1836 | 존 허셜                     | 천문학       | 성운과 별 무리에 대한 연구                                        |
| 1837 | 윌리엄 휴얼                 | 물리학       | 조수 이론과 관련된 연구                                           |
| 1838 | 윌리엄 폭스 탤벗            | 수학         | 적분과 미적분학 연구                                              |
| 1838 | 토머스 그레이엄             | 화학         | 염, 옥살산염, 질산염, 인산염, 황산염 및 염화물의 구성에 관한 연구 |
| 1839 | 제임스 아이보리             | 수학         | 천문학적 굴절 이론 정립                                           |
| 1839 | 마틴 배리                   | 발생학       | 발생학의 관한 연구                                                |

## 1840년대
| 연도 | 수상자                 | 분야   | 업적                                                                                                  |
| 1840 | 찰스 휘트스톤          | 생리학 | 시각 생리학에 대한 연구                                                                               |
| 1840 | 존 허셜                | 천문학 | 은과 금속 및 비금속의 기타 물질, 그리고 일부 광발생 과정에 대한 태양 스펙트럼 광선의 화학적 작용 발견 |
| 1841 | 이튼 호지킨슨          | 공학   | 주철 기둥의 강도에 대한 실험적 연구                                                                   |
| 1841 | 로버트 케인            | 화학   | 아르킬과 리트머스의 화학사 연구                                                                       |
| 1842 | 존 다니엘              | 화학   | 2차 화합물의 전기분해와 볼타 조합 연구                                                                |
| 1842 | 윌리엄 보우먼          | 생리학 | 신장을 통한 순환에 대한 관찰과 함께 신장의 말피기안 기관의 구조와 사용에 관한 연구                    |
| 1843 | 찰스 위트스톤          | 물리학 | 볼타 회로의 상수를 결정하기 위한 몇 가지 새로운 도구와 프로세스에 관한 연구                           |
| 1843 | 제임스 데이비드 포브스 | 물리학 | 대기를 통과하는 태양 광선의 소멸 법칙에 대한 연구                                                     |
| 1844 | 조지 불                | 수학   | 일반적인 분석 방법 연구                                                                               |
| 1844 | 토마스 앤드루스        | 화학   | 기본 치환을 수반하는 열 변화에 관한 연구                                                              |
| 1845 | 조지 비델 에어리       | 천문학 | 광범위한 일련의 관찰에서 추론된 아일랜드 해안의 조수 법칙에 관한 연구                                 |
| 1845 | 토마스 스노우 벡       | 약학   | 자궁의 신경에 관한 연구                                                                               |
| 1846 | 마이클 패러데이        | 물리학 | 새로운 자기 작용, 모든 물질의 자기 조건에 관한 연구                                                   |
| 1846 | 리처드 오웬            | 생물학 | 벨렘나이트에 대한 연구                                                                                |
| 1847 | 조지 포네스            | 화학   | 식물성 알칼리의 인공적 형성과 벤조린에 관한 연구                                                      |
| 1847 | 윌리엄 로버트 그로브   | 물리학 | 가스 볼타 배터리 및 볼타 점화의 특정 현상에 관한 연구                                                 |
| 1848 | 찰스 하그리브          | 수학   | 선형 미분 방정식의 해에 관한 연구                                                                     |
| 1848 | 토마스 갤로웨이        | 수학   | 태양계 고유 운동에 대한 연구                                                                          |
| 1849 | 에드워드 사빈          | 천문학 | 지구 자기에 대한 공헌과 자기 적위의 일별 변화에 대한 연구                                             |
| 1849 | 기디언 맨텔            | 지질학 | 이구아노돈에 대한 연구, 파충류 화석에 대한 연구                                                       |

## 1850년대
| 연도 | 수상자                        | 분야   | 업적                                                            |
| 1850 | 벤자민 브로디                 | 화학   | 왁스의 화학적 성질에 대한 연구                                  |
| 1850 | 토마스 그레이엄               | 화학   | 기체의 운동에 관한 연구                                         |
| 1851 | 제3대 로스 백작 윌리엄 파슨스 | 천문학 | 성운에 대한 관찰                                                |
| 1851 | 조지 뉴포트                   | 곤충학 | 양서류에서 난자의 함침에 관한 연구                              |
| 1852 | 제임스 프레스콧 줄            | 물리학 | 열의 기계적 등가물에 대한 연구                                  |
| 1852 | 토머스 헨리 헉슬리            | 생물학 | 해파리 종의 해부학과 유사성 연구                                |
| 1853 | 찰스 다윈                     | 자연사 | 산호초, 화산섬, 남아메리카에 대한 지질학적 연구                 |
| 1853 | 존 틴들                       | 물리학 | 반자성과 자기 결정 작용에 대한 연구                             |
| 1854 | 아우구스트 빌헬름 폰 호프만   | 화학   | 유기 화학에 대한 연구                                           |
| 1854 | 조지프 돌턴 후커              | 식물학 | 세계의 식물학 연구                                              |
| 1855 | 존 웨스트우드                 | 곤충학 | 다양한 곤충학에 관한 연구                                       |
| 1855 | 존 러셀 하인드                | 천문학 | 10개의 소행성 발견, 궤도 계산 및 기타 다양한 천문학적 발견      |
| 1856 | 존 리처드슨                   | 자연사 | 자연사와 물리 지리학에 대한 연구                                |
| 1856 | 제1대 켈빈 남작 윌리엄 톰슨   | 물리학 | 전기, 열의 원동력 및 기타 주제와 관련된 다양한 화학 연구        |
| 1857 | 에드워드 프랭클랜드           | 화학   | 알코올의 유기 라디칼 분리 및 알코올의 금속 유도체에 대한 연구   |
| 1857 | 존 린들리                     | 식물학 | 과학적 식물학 분야, 특히 식물 왕국 난초과의 속과 종에 관한 연구 |
| 1858 | 알바니 핸콕                   | 생물학 | 연체동물의 해부학에 대한 다양한 연구                            |
| 1858 | 윌리엄 라셀                   | 천문학 | 다양한 천문학적 발견과 연구                                     |
| 1859 | 아서 케일리                   | 수학   | 다양한 수학적 연구                                              |
| 1859 | 조지 벤담                     | 식물학 | "체계적이고 기술적인 식물학의 발전에 대한 연구                  |

## 1860년대
| 연도 | 수상자                         | 분야       | 업적 |
| 1860 | 아우구스투스 볼니 월러         | 신경생리학 | 신경계의 해부학 및 생리학에 대한 조사와 그러한 조사를 수행하는 귀중한 방법의 도입에 대한 공헌                           |
| 1860 | 윌리엄 페어번                  | 구조공학   | 기계적 구성에 사용되는 재료의 특성에 대한 다양한 실험적 탐구                                                            |
| 1861 | 제임스 조지프 실베스터         | 수학       | 다양한 회고록과 수학 과학 연구                                                                                          |
| 1861 | 윌리엄 벤자민 카펜터           | 생리학     | 유공충에 대한 연구, 껍데기의 구조에 대한 조사, 자반병의 배아 발달에 대한 관찰, 생리학 및 비교 해부학에 대한 다양한 연구 |
| 1862 | 알렉산더 윌리엄슨              | 화학       | 화합물 에테르에 대한 연구와 유기 화학에 대한 연구                                                                       |
| 1862 | 토마스 롬니 로빈슨             | 천문학     | 별에 대한 연구, 천문 기구의 구성 및 전자석에 관한 연구                                                                  |
| 1863 | 존 피터 가시오                 | 물리학     | 볼타 배터리와 전류, 감쇠 매질을 통한 방전에 대한 연구                                                                   |
| 1863 | 마일스 조셉 버클리             | 식물학     | 암호 식물학, 균류학에 대해 연구                                                                                         |
| 1864 | 제이콥 록하트 클라크           | 해부학     | 척수와 뇌의 친밀한 구조와 척수의 발달에 대한 연구                                                                       |
| 1864 | 워렌 드 라루                   | 천문학     | 개기일식에 대한 관찰과 천체 사진의 개선에 공헌                                                                          |
| 1865 | 아치볼드 스미스                | 수학       | 선박의 자기에 관한 연구                                                                                                 |
| 1865 | 조셉 프레스위치                | 지질학     | 지질학에 대한 수많은 가치 있는 공헌, 강 계곡의 발굴에 대한 일반적인 문제와 멸종된 동물의 잔해 연구                      |
| 1866 | 윌리엄 허긴스                  | 천문학     | 일부 화학 원소의 스펙트럼과 특정 천체의 스펙트럼에 대한 연구, 성운의 스펙트럼에 대한 연구                               |
| 1866 | 윌리엄 키친 파커               | 해부학     | 비교 골학, 두개골의 해부학에 대한 연구.                                                                                 |
| 1867 | 존 베넷 로스, 조셉 헨리 길버트 | 화학       | 농업 화학 연구 |
| 1867 | 윌리엄 에드먼드 로건           | 지질학     | 지질학적 연구와 지질학적 지도 구축                                                                                      |
| 1868 | 앨프리드 러셀 윌리스           | 동물학     | 실용적이고 이론적인 동물학 연구                                                                                         |
| 1868 | 조지 살몬                      | 수학       | 거래 및 계간 수학 저널에 발표된 분석 기하학 및 표면 이론에 대해 연구                                                    |
| 1869 | 아우구스투스 마티센            | 화학       | 금속 및 그 합금의 전기적 및 기타 물리적 특성에 대한 연구                                                                |
| 1869 | 토마스 맥클리어                | 천문학     | 희망봉에서 자오선의 호를 측정                                                                                           |

## 1870년대
| 연도 | 수상자                   | 분야     | 업적 |
| 1870 | 토마스 데이비슨          | 고생물학 | 최근의 완족류 및 화석 완족류에 대한 연구                                                                                                |
| 1870 | 윌리엄 할로우스 밀러     | 광물학   | 광물학 및 결정학에 대한 연구와 저술, 그리고 국가 중량 표준 복원에 대한 과학적 노력에 공헌                                               |
| 1871 | 조지 버스크              | 동물학   | 동물학, 생리학 및 비교 해부학에 대한 연구                                                                                               |
| 1871 | 존 스텐하우스            | 화학     | 코발트화를 포함하여 지의류와 그 인접 성분 및 파생물에 대한 연구, 공기 정화에 있어서 목탄의 작용에 대한 연구                             |
| 1872 | 헨리 존 카터             | 동물학   | 오랫동안 계속되고 가치 있는 동물학 연구, 해면과의 자연사에 대한 연구                                                                    |
| 1872 | 토마스 앤더슨            | 화학     | 디펠스 (동물성 기름의 유기염기), 코데인 (아편의 결정성분), 피페린과 파파베린에 대한 연구, 그리고 생리학 및 동물에 대한 연구.            |
| 1873 | 조지 울먼                | 동물학   | 동물학 연구. 특히 체조 수중체의 구조, 발달 및 생리학에 대한 연구                                                                        |
| 1873 | 헨리 로스코              | 화학     | 다양한 화학 연구, 특히 빛의 화학적 작용과 바나듐 원소 및 그 조합에 대한 연구.                                                           |
| 1874 | 헨리 클리프턴 소르비     | 지질학   | 슬레이트 분열 및 광물 및 암석의 미세 구조에 대한 연구 현미경의 구성과 착색 물질에 대한 연구.                                            |
| 1874 | 윌리엄 크로포드 윌리엄슨 | 고생물학 | 동물학 및 고생물학에 대한 공헌. 특히 석탄 측정의 화석 식물 구조에 대한 조사.                                                            |
| 1875 | 토마스 올덤              | 지질학   | 지질학에서 길고 중요한 공헌 |
| 1875 | 윌리엄 크룩스            | 화학     | 다양한 화학 및 물리 연구. 특히 탈륨 발견, 화합물 연구 및 원자량 결정, 방사선과 관련된 반발력을 발견한 공로                              |
| 1876 | 찰스 와이빌 톰슨         | 동물학   | 해양 생물, 특히 극피동물을 연구 |
| 1876 | 윌리엄 프라우드          | 유체역학 | 선박의 거동, 진동, 저항 및 추진력에 대한 이론적이고 실험적인 연구                                                                       |
| 1877 | 프레더릭 아벨            | 화학     | 면 화약 및 폭발제에 대한 물리화학적 연구                                                                                                |
| 1877 | 오스왈드 히어            | 자연사   | 유럽, 북대서양, 북아시아, 북아메리카의 제3차 식물에 대한 수많은 연구 및 저술, 그리고 이들의 유사성, 지질학적 및 기후적 관계에 대한 연구 |
| 1878 | 알베르트 귄터            | 동물학   | 물고기와 파충류의 동물학 및 해부학에 대한 수많은 귀중한 공헌                                                                            |
| 1878 | 존 앨런 브라운           | 기상학   | 자기와 기상학 분야에서 35년 동안의 연구와 관측 방법의 개선에 공헌                                                                       |
| 1879 | 앤드루 램지              | 지리학   | 지질학 및 물리 지리학 분야에서 지속적인 연구                                                                                            |
| 1879 | 윌리엄 퍼킨              | 화학     | 유기 화학에 대한 합성 및 기타 연구 |

## 1880년대
| 연도 | 수상자                             | 분야     | 업적 |
| 1880 | 앤드류 노블                        | 물리학   | 폭발물의 작용에 대한 연구, 크로노스코프의 발명, 기타 수학적 및 물리적 탐구에 공헌                                          |
| 1880 | 조지프 리스터                      | 수술     | 다양한 생리학적 및 생물학적 주제에 대한 공헌, 수술의 소독 처리 시스템과 관련된 문제에 대해 실용적이고 이론적인 작업을 수행 |
| 1881 | 존 휴이트 젤렛                     | 수학     | 다양한 수학 및 물리학 연구, 특히 화학 광학 연구와 이를 수행하는 데 사용한 새롭고 섬세한 분석기의 발명.                     |
| 1881 | 프랜시스 메이틀랜드 밸푸어         | 생물학   | 동물 형태학에 대한 수많은 중요한 공헌, 특히 척추동물의 비뇨생식기 기관과 뇌척수신경의 기원에 관한 연구                     |
| 1882 | 제3대 레일리 남작 존 윌리엄 스트럿 | 물리학   | 수학과 실험 물리학에 관한 다양한 연구                                                                                      |
| 1882 | 윌리엄 헨리 플라워                 | 생물학   | 포유류의 형태와 분류 및 인류학에 대한 귀중한 공헌                                                                          |
| 1883 | 토마스 아처 허스트                 | 수학     | 순수 수학에 대한 연구 |
| 1883 | 존 버든 샌더스                     | 생리학   | 생리학과 병리학, 특히 미생물과 질병의 관계에 대한 조사와 식물의 전기 현상에 대한 연구                                      |
| 1884 | 조지 다윈                          | 수학     | 지구의 경직성과 조수간만의 수학적 연구                                                                                     |
| 1884 | 다니엘 올리버                      | 식물학   | 식물 분류에 대한 조사와 분류학적 식물학에 지대한 공헌                                                                      |
| 1885 | 데이비드 에드워드 휴즈             | 전기공학 | 전기 및 자기 연구와 마이크 및 유도 저울의 발명                                                                             |
| 1885 | 레이 랭커스터                      | 동물학   | 연체동물의 발생학 및 형태학에 관한 발견과 일반적인 발생학 및 동물 형태학에 대한 연구                                       |
| 1886 | 피터 거스리 테이트                 | 물리학   | 다양한 수학적 및 물리적 연구                                                                                               |
| 1886 | 프랜시스 골턴                      | 생물학   | 생물학적 현상에 대한 통계적 탐구                                                                                           |
| 1887 | 알렉산더 로스 클라크               | 측지학   | 길이의 표준과 지구 모양의 결정을 비교                                                                                      |
| 1887 | 헨리 노티지 모즐리                 | 자연사   | 동물 형태학에 대한 연구 |
| 1888 | 오스본 레이놀즈                    | 물리학   | 수리 및 실험 물리학에 대한 조사와 과학 이론을 공학에 적용                                                                  |
| 1888 | 페르디난드 폰 뮐러                 | 지리학   | 오스트레일리아 대륙의 식물상 조사에 공헌                                                                                   |
| 1889 | 토마스 에드워드 소프               | 화학     | 불소 화합물에 대한 연구와 티타늄과 금의 원자량 결정 연구                                                                   |
| 1889 | 월터 개스켈                        | 생리학   | 심장 생리학 연구와 교감 신경계의 해부학 및 생리학에서 중요한 발견                                                          |

## 1890년대
| 연도 | 수상자                   | 분야       | 업적 |
| 1890 | 존 홉킨슨                | 물리학     | 자기와 전기에 대한 연구 |
| 1890 | 데이비드 페리에          | 신경학     | 대뇌 기능의 국소화에 대한 연구 |
| 1891 | 아서 러커                | 물리학     | 액체 필름에 대한 연구와 지구 자기 지식에 대한 공헌                                                                                 |
| 1891 | 찰스 랩워스              | 지질학     | 영국의 오래된 암석에 대한 연구 |
| 1892 | 찰스 프리차드            | 천문학     | 측광 및 항성 시차에 대한 연구 |
| 1892 | 존 뉴포드 랭글리         | 생리학     | 분비샘과 신경계에 대한 연구 |
| 1893 | 해리 마셜 워드           | 식물학     | 곰팡이와 분열균류의 생활사에 대한 연구                                                                                             |
| 1893 | 아서 슈스터              | 물리학     | 분광학 연구와 가스 및 지구 자기를 통한 파괴 방전에 대한 연구                                                                       |
| 1894 | 조지프 존 톰슨           | 물리학     | 수학과 실험 물리학, 특히 전기 이론에 대한 공헌                                                                                     |
| 1894 | 빅터 허슬리              | 생리학     | 신경계와 갑상선의 생리학, 그리고 질병 치료에 대한 적용에 관한 연구                                                                 |
| 1895 | 존 머레이                | 해양학     | 생물학 및 해양학에 기여 |
| 1895 | 알프레드 유잉            | 물리학     | 철 및 기타 금속의 자기 유도에 대한 연구                                                                                            |
| 1896 | 아치볼드 게이키          | 지질학     | 지질학에 대한 많은 독창적인 공헌, 특히 서유럽의 오래된 붉은 사암에 대한 연구                                                       |
| 1896 | 찰스 버논 보이즈         | 물리학     | 석영 섬유의 발명과 그 특성의 조사, 전파 마이크로미터의 개선 및 이를 이용한 조사, 순간 사진 기술의 발전, 인력 상수의 값 결정에 공헌 |
| 1897 | 리차드 스트레치          | 지질학     | 지리학, 기상학 및 식물학 분야의 연구                                                                                               |
| 1897 | 앤드류 포사이스          | 수학       | 순수 수학의 발전에 기여한 공로, 특히 미분 방정식과 함수 이론에 대한 연구                                                           |
| 1898 | 존 커                    | 물리학     | 전기적 스트레스의 광학적 효과와 자화체 표면의 빛 반사에 대한 연구                                                                  |
| 1898 | 월터 가디너              | 식물학     | 식물 조직 세포의 원형질 연결 및 식물의 미세 조직학에 대한 연구                                                                     |
| 1899 | 윌리엄 민토시            | 해양생물학 | 영국 해양 동물학 및 어업에 관한 연구                                                                                               |
| 1899 | 조지 프랜시스 피츠제럴드 | 물리학     | 광학 및 전기 분야에 공헌 |

## 1900년대
| 연도 | 수상자                 | 분야       | 업적                                                                                |
| 1900 | 앨프리드 뉴턴          | 조류학     | 조류학 및 동물의 지리적 분포에 대한 그의 저명한 공헌                                |
| 1900 | 퍼시 알렉산더 맥메이헌 | 수학       | 자연수의 분할                                                                       |
| 1901 | 윌리엄 에드워드 아이튼 | 전기공학   | 전기 과학에 대한 공헌                                                               |
| 1901 | 윌리엄 토마스 블랜포드 | 지질학     | 동물의 지리적 분포와 관련된 연구                                                    |
| 1902 | 에드워드 앨버트 셰이퍼 | 신경학     | 중추 신경계의 기능과 미세 구조, 특히 뇌 피질의 운동 및 감각 기능에 대한 연구        |
| 1902 | 호레이스 램            | 응용수학   | 수리 물리학에 대한 연구                                                             |
| 1903 | 데이비드 길            | 천문학     | 태양 및 항성 시차에 대한 연구                                                       |
| 1903 | 호레이스 타버러 브라운 | 화학       | 탄수화물의 화학과 녹색 식물에 의한 탄산의 동화에 대한 연구                          |
| 1904 | 데이비드 브루스        | 미생물학   | 몰타열, 나가나, 수면병의 병리학에 대한 연구와 이러한 질병의 정확한 원인에 관한 발견 |
| 1904 | 윌리엄 번사이드        | 수학       | 수학, 특히 그룹 이론에 대한 연구                                                    |
| 1905 | 찰스 스콧 셰링턴       | 신경생리학 | 반사 작용과 관련된 중추 신경계에 대한 연구.                                         |
| 1905 | 존 헨리 포인팅         | 물리학     | 물리학 연구, 특히 중력 상수와 전기역학 및 복사 이론과 관련된 연구                   |
| 1906 | 알프레드 조지 그린힐   | 수학       | 수학, 특히 타원 함수와 그 응용 분야에 대한 공헌                                     |
| 1906 | 듀킨필드 헨리 스콧     | 식물학     | 화석 식물의 구조 및 관계와 관련된 조사 및 발견                                      |
| 1907 | 어니스트 윌리엄 홉슨   | 수학       | 수학에 대한 연구                                                                    |
| 1907 | 램지 트라퀘어          | 자연사     | 화석 물고기의 발견                                                                  |
| 1908 | 헨리 헤드              | 신경학     | 내장신경과 체신경의 관계와 각 신경의 기능에 대한 연구                               |
| 1908 | 존 밀른                | 지질학     | 지진학에 대한 연구                                                                  |
| 1909 | 아우구스투스 러브      | 수학       | 탄력성 이론과 동족 주제에 대한 연구                                                 |
| 1909 | 로널드 로스            | 약학       | 말라리아에 대한 연구                                                                |

## 1910년대
| 연도 | 수상자                   | 분야     | 업적                                                 |
| 1910 | 프레더릭 오르펜 바우어   | 식물학   | 육상 식물의 기원에 관한 연구                         |
| 1910 | 존 졸리                  | 지질학   | 물리학 및 지질학에 관한 연구                         |
| 1911 | 조지 크리스탈            | 수학     | 수학과 물리학에 관한 연구                            |
| 1911 | 윌리엄 베일리스          | 생리학   | 생리학 연구                                          |
| 1912 | 그래프턴 엘리엇 스미스   | 해부학   | 수상 이유 없음                                       |
| 1912 | 윌리엄 힉스              | 물리학   | 수학과 물리학에 관한 연구                            |
| 1913 | 어니스트 스탈링          | 생리학   | 생리학의 발전에 대한 공헌                            |
| 1913 | 해롤드 베일리 딕슨       | 화학     | 물리 화학, 특히 가스 폭발과 관련된 연구              |
| 1914 | 어니스트 윌리엄 브라운   | 천문학   | 주로 달에 대한 연구                                  |
| 1914 | 윌리엄 존슨 솔라스       | 지질학   | 고생물학 연구                                        |
| 1915 | 조셉 라모어              | 수학     | 수학과 물리학에 대한 공헌                            |
| 1915 | 윌리엄 리버스            | 인류학   | 인류학에 대한 공헌                                   |
| 1916 | 헥터 먼로 맥도날드       | 수학     | 수학과 물리학에 대한 공헌                            |
| 1916 | 존 스콧 홀데인           | 생리학   | 화학적 생리학, 특히 호흡의 화학적 변화와 관련된 연구 |
| 1917 | 아서 스미스 우드워드     | 고생물학 | 척추 고생물학에 대한 연구                            |
| 1917 | 존 에이트켄              | 기상학   | 흐린 응결에 대한 연구                                |
| 1918 | 알프레드 파울러          | 천문학   | 물리천문학과 분광학 분야의 대한 연구                 |
| 1918 | 프레더릭 고울랜드 홉킨스 | 생화학   | 화학 생리학에 대한 연구                              |
| 1919 | 제임스 진                | 수학     | 응용 수학에 대한 연구                                |
| 1919 | 존 브레틀랜드 파머       | 식물학   | 식물 및 동물 세포학에 대한 연구                      |

## 1920년대
| 연도 | 수상자                  | 분야     | 업적                                                        |
| 1920 | 고드프리 해럴드 하디    | 수학     | 순수 수학에 대한 연구                                       |
| 1920 | 윌리엄 베이트슨         | 유전학   | 생물학, 특히 유전학 연구에 대한 공헌                        |
| 1921 | 프랭크 다이슨           | 천문학   | 별의 분포와 이동에 대한 연구                                |
| 1921 | 프레더릭 블랙맨         | 식물학   | 식물의 기체 교환 및 제한 인자의 작용에 대한 연구            |
| 1922 | 찰스 톰슨 윌슨 리슨     | 기상학   | 응축 핵과 대기 전기에 대한 연구                             |
| 1922 | 조셉 바로프트           | 생리학   | 생리학 연구, 특히 호흡과 관련된 연구                        |
| 1923 | 찰스 제임스 마틴        | 생리학   | 동물 대사에 대한 연구                                       |
| 1923 | 네이피어 쇼             | 기상학   | 기상학 연구                                                 |
| 1924 | 두갈드 클락             | 공학     | 공학 문제에 과학적 원리를 적용한 공로                       |
| 1924 | 헨리 핼릿 데일          | 약학     | 약리학 및 생리학 연구                                       |
| 1925 | 앨버트 수어드           | 식물학   | 곤드와나랜드의 고식물학에 대한 연구                         |
| 1925 | 윌리엄 헨리 퍼킨 주니어 | 유기화학 | 알칼로이드의 구성에 대한 연구                               |
| 1926 | 아치볼드 비비언 힐      | 생리학   | 근육 수축의 물리적, 화학적 측면에 대한 뛰어난 연구          |
| 1926 | 윌리엄 베이트 하디      | 생화학   | 콜로이드 화학 및 윤활 이론에 대한 선구적인 연구             |
| 1927 | 존 커닝햄 멕레넌        | 물리학   | 분광학 및 원자 물리학 연구                                  |
| 1927 | 토마스 루이스           | 심장학   | 포유류 심장 박동에 대한 초기 연구에 이어 혈관계에 대한 연구 |
| 1928 | 아서 스탠리 에딩턴      | 천문학   | 천체 물리학에 대한 공헌                                     |
| 1928 | 로버트 브룸             | 고생물학 | 포유류의 기원 문제에 대한 연구                              |
| 1929 | 존 이든저 리틀우드      | 수학     | 수학적 분석 및 소수 이론에 대한 연구                        |
| 1929 | 로버트 뮤어             | 병리학   | 면역학에 대한 공헌                                          |

## 1930년대
| 연도 | 수상자                  | 분야       | 업적 |
| 1930 | 존 에드워드 마          | 지질학     | 고생대 암석의 정확한 구역 지정에 대한 선구적인 공헌                                                              |
| 1930 | 오언 윌런스 리처드슨    | 물리학     | 열전자공학 및 분광학에 대한 연구                                                                                 |
| 1931 | 리처드 글레이즈브룩     | 물리학     | 실험 물리학 분야에 공헌                                                                                          |
| 1931 | 윌리엄 헨리 랭          | 식물학     | 화석의 해부학 및 형태에 대한 연구                                                                                |
| 1932 | 에드워드 멜란비         | 약학       | 특히 구루병과 관련된 식이 요인에 대한 연구                                                                       |
| 1932 | 로버트 로빈슨           | 화학       | 유기 화학의 여러 분야, 특히 식물 산물의 구조와 식물 화학 합성에 대한 연구                                        |
| 1933 | 제프리 잉그램 테일러    | 물리학     | 물리학, 지구물리학 및 공기역학 분야의 수학적 연구                                                                |
| 1933 | 패트릭 레이드로         | 바이러스학 | 개의 디스템퍼의 원인 및 예방을 포함하여 바이러스로 인한 질병에 대한 연구                                         |
| 1934 | 에드거 에이드리언       | 전기생리학 | 신경 생리학 및 감각 문제에 대한 연구                                                                             |
| 1934 | 시드니 채프먼           | 지구물리학 | 기체의 운동 이론, 지구 자기 및 상층 대기 현상에 대한 연구                                                        |
| 1935 | 알프레드 하커           | 암석학     | 석유학에 대한 연구                                                                                               |
| 1935 | 찰스 갈턴 다윈          | 물리학     | 수학 물리학, 특히 전자의 양자 역학과 광학에 대한 연구                                                            |
| 1936 | 에드윈 스티븐 굿리치    | 동물학     | 무척추동물의 배설 기관의 형태에 대한 연구와 척추의 비교 해부학 및 발생학에 대한 연구                             |
| 1936 | 랄프 H. 파울러          | 물리학     | 현대 수리 물리학의 통계 역학 및 관련 부서에 대한 그의 연구                                                       |
| 1937 | 아서 헨리 레지날드 불러 | 생물학     | 균류의 일반적인 생물학과 성에 대한 연구                                                                          |
| 1937 | 네빌 시지윅             | 화학       | 원자가와 분자 구조에 대한 연구                                                                                   |
| 1938 | 프랜시스 윌리엄 애스턴  | 물리학     | 비방사성 원소의 동위 원소 발견                                                                                   |
| 1938 | 로널드 피셔             | 통계학     | 통계 방법의 이론과 실제에 대한 공헌.                                                                             |
| 1939 | 데이비드 케일린         | 곤충학     | 생화학 및 곤충학에 대한 공헌, 특히 살아있는 세포의 산화 환원 메커니즘에서 시토크롬이 수행하는 역할을 입증한 공로 |
| 1939 | 폴 디랙                 | 물리학     | 새로운 양자 역학의 개발에 주도적인 역할                                                                          |

## 1940년대
| 연도 | 수상자                   | 분야       | 업적 |
| 1940 | 프랜시스 마셜            | 생리학     | 동물 번식 생리학에 대한 공헌                                                                                             |
| 1940 | 패트릭 블래킷            | 물리학     | 우주선과 그들이 생성하는 입자의 소나기에 대한 연구, 양전자 발견, 중간자에 대한 연구                                      |
| 1941 | 어니스트 케나웨이        | 병리학     | 콜타르의 발암성 물질의 성질을 발견하고 합성 물질에 의한 암 생성에 대한 연구                                              |
| 1941 | 에드워드 아서 밀른       | 천체물리학 | 지구와 태양의 대기, 별의 내부 구성, 상대성 이론에 대한 연구                                                              |
| 1942 | 윌리엄 토플리            | 세균학     | 실험 역학 및 면역학에 대한 연구                                                                                          |
| 1942 | 노먼 하워스              | 화학       | 유기 화학, 특히 당의 구성과 복합 다당류의 구조에 대한 근본적인 공헌                                                      |
| 1943 | 에드워드 베일리          | 지질학     | 산 구조에 대한 지식과 가황의 구조론에 대한 연구                                                                          |
| 1943 | 해롤드 스펜서 존스       | 천문학     | 태양 시차와 기타 기본적인 천문 상수를 결정한 공로                                                                        |
| 1944 | 찰스 해링턴              | 화학       | 티록신의 분석 및 합성, 면역 화학 분야에서의 연구                                                                         |
| 1944 | 데이비드 브런트          | 기상학     | 기상학에 대한 근본적인 공헌                                                                                              |
| 1945 | 에드워드 제임스 솔즈베리 | 식물학     | 식물 생태학 및 일반적인 영국 식물 연구                                                                                   |
| 1945 | 존 데스먼드 버널         | 결정학     | X-선 방법에 의한 단백질 및 기타 물질의 구조에 대한 연구와 물리적 접근이 필요한 다른 많은 문제들을 해결한 공로            |
| 1946 | C. D. 달링턴             | 생물학     | 세포학 및 유전학 분야에서 뛰어난 연구를 수행한 공로                                                                      |
| 1946 | 윌리엄 로런스 브래그     | 물리학     | X선 구조 분석 및 X선 분광학 분야에서 탁월한 연구                                                                         |
| 1947 | 프랭크 맥팔레인 버넷     | 바이러스학 | 박테리오파지, 바이러스 및 면역에 대한 뛰어난 연구 생태 현상으로서의 전염병 연구에 대해 공헌                              |
| 1947 | 시릴 노먼 힌셜우드       | 화학       | 가장 단순한 기상 과정에서 세포 분열의 복잡성에 이르기까지 화학 반응의 메커니즘에 대해 연구                               |
| 1948 | 제임스 그레이            | 동물학     | 세포학, 모양체 운동, 특히 동물의 자세와 운동에 대한 해부학적 및 실험적 연구에 공헌                                       |
| 1948 | 해롤드 제프리스          | 지구물리학 | 지구물리학 분야에서 뛰어난 업적과 태양계 천문학에 대한 중요한 공헌                                                       |
| 1949 | 루돌프 피터스            | 생화학     | 생화학적 연구, 특히 조직 대사에서 비타민 B1의 생화학적 역할, 루이사이트 및 기타 비소 화합물의 독성 작용 기전에 대해 연구 |
| 1949 | 조지 패짓 톰슨           | 물리학     | 원자 물리학의 많은 분야에 대한 그의 탁월한 공헌, 특히 전자의 파동 특성을 확립하는데 공헌                                 |

## 1950년대
| 연도 | 수상자                      | 분야        | 업적 |
| 1950 | 칼 판틴                     | 동물학      | 무척추동물의 비교 생리학에 대한 공헌, 특히 갑각류와 방선동물의 신경 전도에 대한 연구                                 |
| 1950 | 에드워드 빅터 애플턴        | 물리학      | 지구를 도는 전자기파의 전자 전달에 대한 연구와 상층 대기의 이온 상태에 대해 연구                                     |
| 1951 | 하워드 플로리               | 약학        | 점액의 기능에 대한 연구와 페니실린 및 기타 항생제에 대한 연구                                                        |
| 1951 | 이안 하일브론               | 화학        | 비타민 A와 폴리엔 합성 분야에서 유기 화학에 대해 공헌                                                                |
| 1952 | 프레더릭 바틀릿             | 실험 심리학 | 심리학 실험학교를 설립한 공로                                                                                        |
| 1952 | 크리스토퍼 켈크 잉골드      | 화학        | 유기 화학 반응의 메커니즘과 이에 영향을 미치는 요인에 대한 광범위한 이론 및 실제 연구, 벤젠의 구조에 대해 분석       |
| 1953 | 폴 필데스                   | 미생물학    | 박테리아의 성장 인자에 대한 고전적 연구와 화학 요법에 대한 합리적인 접근으로 이어지는 작업의 토대를 마련한 공로      |
| 1953 | 네빌 프랜시스 모트          | 물리학      | 양자 이론, 특히 금속 이론 분야에 공헌                                                                                |
| 1954 | 핸스 애돌프 크레브스        | 생화학      | 동물 대사에서 두 가지 주요 반응을 발견하고 세포 에너지 지식에 대한 탁월한 공헌                                       |
| 1954 | 존 콕크로프트               | 물리학      | 핵 및 원자 물리학에 공헌                                                                                             |
| 1955 | 빈센트 위글스워스           | 곤충학      | 곤충 생리학의 여러 측면에서 탁월한 가치를 지닌 실험적 공헌                                                           |
| 1955 | 알렉산더 R. 토드            | 생화학      | 유기화학 분야에 공헌                                                                                                 |
| 1956 | 오웬 존스                   | 지질학      | 고생대 암석, 특히 웨일즈의 탁월한 연구, 퇴적물에 대한 연구, 고생물학 연구 및 지질학적 지식을 실제 문제에 적용한 공로 |
| 1956 | 도러시 호지킨               | 화학        | X선 결정학의 방법으로 페니실린, 비타민 B12 및 기타 중요한 화합물의 구조를 규명한 공로                                |
| 1957 | 프레더릭 구겐하임 그레고리  | 식물학      | 식물 생리학에 대해 연구                                                                                              |
| 1957 | 윌리엄 밸런스 더글러스 호지 | 수학        | 대수 기하학에 대해 공헌                                                                                              |
| 1958 | 앨런 로이드 호지킨          | 생리학      | 신경과 근육의 흥분과 전도 메커니즘에 대한 연구                                                                       |
| 1958 | 해리 매시                   | 물리학      | 물리학, 특히 기체 충돌 현상에 대한 실험적 및 이론적 연구에 공헌                                                      |
| 1959 | 피터 메더워                 | 생리학      | 조직 이식 면역 및 후천적 내성 분야에 공헌                                                                            |
| 1959 | 루돌프 파이얼스             | 물리학      | 고에너지 및 핵물리학의 이론적 토대에 공헌                                                                            |

## 1960년대
| 연도 | 수상자                    | 분야       | 업적                                                                                 |
| 1960 | 로이 카메론               | 병리학     | 세포 병리학 분야에 공헌                                                              |
| 1960 | 버나드 로벨               | 물리학     | 전파 천문학에 대해 공헌                                                              |
| 1961 | 윌프리드 르 그로 클라크   | 생리학     | 신경해부학 및 영장류 형태학에 대해 기여한 공로로 인간 진화에 대한 새로운 지식을 제공 |
| 1961 | 세실 프랭크 파월          | 물리학     | 우주선 연구에서 사진 유제 기술 개발, 우주선의 기본 입자에 대해 연구                  |
| 1962 | 존 에클스                 | 신경생리학 | 척수의 기능, 특히 흥분과 억제의 메커니즘에 대한 연구                                 |
| 1962 | 수브라마니안 찬드라세카르 | 천체물리학 | 수학 물리학, 특히 자기장이 있거나 없는 유체에서 대류 운동의 안정성에 대해 연구       |
| 1963 | 허버트 해롤드 리드        | 지질학     | 암석 변성 과정과 화강암의 기원에 대해 연구                                           |
| 1963 | 로버트 힐                 | 생화학     | 식물 생화학 분야, 특히 광합성 지식에 기여                                            |
| 1964 | 프랜시스 브램벨           | 약학       | 모체에서 태아 순환계로 단백질 전달에 대한 연구                                       |
| 1964 | 제임스 라이트힐           | 항공음향학 | 압축성 기체의 흐름에 대한 지식과 그에 따른 분포의 수학적 이론에 대해 연구            |
| 1965 | 찰스 허스번드             | 공학       | 대형 구조물에 대한 설계 연구에서 엔지니어링의 여러 측면에 기여                       |
| 1965 | 존 켄드루                 | 결정학     | 단백질 분자 (미오글로빈)의 완전한 구조 분석                                          |
| 1965 | 레이먼드 리틀턴           | 천문학     | 천문학에 대한 공헌, 특히 은하의 역학적 안정성에 대해 연구                            |
| 1966 | 크리스토퍼 코커렐         | 공학       | 호버크라프트의 후속 개발에 공헌                                                      |
| 1966 | 프랭크 예이츠             | 통계생물학 | 실험 생물학의 통계적 방법에 대해 공헌                                                |
| 1966 | 존 랫클리프               | 물리학     | 전리층과 전파에 대해 연구                                                            |
| 1967 | 조셉 허친슨               | 생물학     | 목화와 관련하여 작물의 유전과 진화에 대해 연구                                       |
| 1967 | 존 재커리 영              | 신경생리학 | 신경 구조와 기능을 연관 지어 연구                                                    |
| 1967 | 세실 에드가 틸리          | 암석학     | 복고학 분야 대한 연구                                                                |
| 1968 | 길버트 로버츠             | 공학       | 토목 공학, 특히 장대 현수교의 설계 및 건설에 대해 공헌                               |
| 1968 | 월터 토마스 제임스 모건   | 생화학     | 유전학적 및 면역학적 고려 사항을 참조하여 혈액형 물질의 화학 지식에 대해 공헌        |
| 1968 | 마이클 아티야             | 수학       | 대수 기하학과 대수 위상수학 방법에 의한 미분 방정식 연구                             |
| 1969 | 찰스 오틀리               | 전기공학   | 전시 레이더 개발과 이후에 매우 성공적인 주사 전자 현미경의 설계 및 개발에 공헌       |
| 1969 | 프레더릭 생어             | 생화학     | 단백질의 아미노산 서열과 리보핵산의 뉴클레오타이드에 대해 연구                       |
| 1969 | 조지 디콘                 | 해양학     | 물리적 해양학에 대해 공헌                                                            |

## 1970년대
| 연도 | 수상자                  | 분야       | 업적 |
| 1970 | 존 베이커               | 공학       | 현재 전 세계적으로 사용되고 있는 골조 구조의 소성 거동과 설계에 대한 기본적이고 응용적인 연구에 공헌                                      |
| 1970 | 윌리엄 러시튼           | 생리학     | 눈의 시각 색소와 망막의 화학적 및 신경 적응에 대한 연구                                                                                   |
| 1970 | 킹슬리 던햄             | 지질학     | 순수 및 응용 지질학, 특히 금속 광상 분야에 대해 공헌                                                                                      |
| 1971 | 퍼시 에드워드 켄트      | 지질학     | 석유 및 가스 탐사와 유전 및 가스전 지질학에 대해 공헌                                                                                     |
| 1971 | 맥스 퍼루츠             | 생물학     | 분자 생물학 및 단백질 구조에 대한 선구적인 연구                                                                                           |
| 1971 | 게르하르트 헤르츠베르크 | 물리학     | 원자 및 분자 분광학 분야의 탁월한 실험 연구와 이를 화학, 물리학 및 천문학에 응용한 공로                                                   |
| 1972 | 베넷 루이스             | 핵물리학   | 발전용 중수로의 과학과 기술에 대해 공헌                                                                                                   |
| 1972 | 프랜시스 크릭           | 생물학     | DNA 구조에 대한 해명과 분자 생물학에 대한 지속적인 공헌에 대한 공로                                                                       |
| 1972 | 디릭 바턴               | 화학       | 유기 화학, 특히 유기 분자의 형태에 관한 이론과 천연물 합성에 대해 공헌                                                                    |
| 1973 | 에드워드 아브라함       | 생물학     | 세팔로스포린 계열의 항생제를 분리, 특성화 및 개발한 공로                                                                                  |
| 1973 | 로드니 로버트 포터      | 생물학     | 면역 글로불린의 구조에 대해 연구 |
| 1973 | 마틴 라일               | 천문학     | 방사능 천문학에 대해 공헌 |
| 1974 | 시드니 브레너           | 생물학     | 유전 코드의 특성과 발달 과정에서의 표현과 관련하여 분자 생물학에 대해 공헌                                                                |
| 1974 | 조지 에드워즈           | 공학       | 항공 공학, 특히 초음속 항공기 구현에 대해 공헌                                                                                            |
| 1974 | 프레드 호일             | 물리학     | 이론 물리학 및 우주론에 대해 공헌 |
| 1975 | 반스 월리스             | 공학       | 아이디어의 독창성 |
| 1975 | 데이비드 칠튼 필립스    | 생물학     | 효소의 3차원 구조에 대한 해법과 X-선 결정학 기술에 대해 공헌                                                                              |
| 1975 | 에드워드 불러드         | 지구물리학 | 지구 물리학, 특히 지구 자기장의 생성, 대양의 기원 및 대륙 이동의 선구적인 연구                                                            |
| 1976 | 앨런 월시               | 물리학     | 방출 및 적외선 분광학에 대해 공헌, 정량 분석의 원자 흡수 방법 창시                                                                        |
| 1976 | 제임스 리어먼스 고완스  | 약학       | 림프구의 재순환 및 면역학적 역할과 관련하여 면역학 분야에서 선구적인 연구                                                                 |
| 1976 | 존 콘포스               | 화학       | "아세테이트와 메발로네이트로부터 스쿠알렌과 콜레스테롤 생합성의 입체화학적 해명에 대해 공헌                                               |
| 1977 | 존 아담스               | 물리학     | 고에너지 입자 가속기의 설계 및 작동에 대해 공헌                                                                                           |
| 1977 | 휴 헉슬리               | 생물학     | 근육의 구조와 수축의 분자적 메커니즘에 대해 연구                                                                                          |
| 1977 | 피터 허쉬               | 재료과학   | 결정의 결함에 대한 연구와 가공 경화 과정 해독                                                                                             |
| 1978 | 톰 킬번                 | 공학       | 개인과 지난 30년 동안 영국의 컴퓨터 하드웨어 개발에 대해 지속적인 공헌                                                                    |
| 1978 | 로데릭 그레고리         | 생물학     | 펩타이드 호르몬의 구조와 관련된 생물학적 활성에 대해 연구                                                                                 |
| 1978 | 압두스 살람             | 물리학     | 전자기 및 약한 상호 작용의 통합과 관련하여 소립자 물리학에 대해 공헌                                                                      |
| 1979 | 버논 엘리스 코스렛      | 물리학     | X선 현미경, 주사형 전자 마이크로프로브 분석기, 고전압 및 초고해상도 전자 현미경의 설계 및 개발 및 다양한 분야에서의 응용 분야에 대해 공헌 |
| 1979 | 한스 코스털리츠         | 생물학     | 엔케팔린의 발견으로 이어진 마약에 대해 연구                                                                                               |
| 1979 | 프레더릭 찰스 프랭크    | 물리학     | 물리학, 화학 및 지질학의 광범위한 응용과 함께 결정 성장, 전위, 상 변형 및 고분자 이론에 대해 선구적인 연구                                |

## 1980년대
| 연도 | 수상자                   | 분야       | 업적 |
| 1980 | 존 폴 와일드             | 천문학     | 항공기 계기 착륙 시스템의 기본 원리에 대한 그의 개념과 성공적인 결론에 대한 개발 지침 정립                                                              |
| 1980 | 헨리 해리스              | 약학       | 체세포 유전학 및 악성 종양의 유전적 조절을 포함한 분화 연구를 위한 세포 융합의 발전 연구                                                                |
| 1980 | 데니스 윌킨슨            | 물리학     | 핵물리학에 대한 독창적인 연구와 거대 공명, 복사 폭, 2급 베타 붕괴, 핵 상호 작용의 기본 대칭 및 계측에 공헌                                              |
| 1981 | 랄프 라일리              | 유전학     | 밀의 유전학을 이해하고 개선된 품종을 생산하는 새로운 방법을 개발하는데 기여한 공로                                                                      |
| 1981 | 마르트 포그트            | 신경과학   | 현대 신경약리학의 기초가 되는 시냅스 생화학 및 약리학에 공헌                                                                                            |
| 1981 | 제프리 윌킨슨            | 화학       | 예비 무기 화학, 특히 유기 금속 화합물의 합성 및 응용에 공헌                                                                                             |
| 1982 | 세사르 밀스테인          | 생화학     | 면역글로불린의 구조와 유전적 조절을 이해하는데 근본적인 공헌, 단일클론 항체를 생산하는 하이브리도마 기술은 면역학의 잠재적인 실제 적용에 혁명을 일으킴. |
| 1982 | 윌리엄 호손              | 공학       | 열역학 및 유체 역학, 특히 터보 기계의 내부 공기 역학 엔지니어링에 공헌                                                                                  |
| 1982 | 리처드 달리츠            | 물리학     | 이상한 입자의 특성과 관련하여 입자 물리학에 공헌 |
| 1983 | 다니엘 브래들리          | 물리학     | 레이저에서 초단광 펄스를 생성하는 기술과 피코초 연속 카메라를 개발한 공로                                                                               |
| 1983 | 빌헬름 펠드버그          | 생물학     | 신경계에서 화학적 시냅스 전달의 특성과 말초 시스템에서 호르몬의 조절 효과를 설명하는데 공헌                                                             |
| 1983 | 존 킹맨                  | 수학       | 대기열 이론, 재생 현상 및 수학적 유전학에 대해 연구 |
| 1984 | 알렉산더 컬렌            | 전기공학   | 이론적 및 실험적 마이크로파 엔지니어링, 특히 마이크로파 안테나 연구에 공헌                                                                              |
| 1984 | 메리 F. 라이온           | 유전학     | 유전자 투여량 보상의 메커니즘으로서 X-염색체 불활성화의 발견                                                                                            |
| 1984 | 앨런 배터스비            | 화학       | 복잡한 천연 산물의 생합성 경로를 밝히는데 기여한 공로                                                                                                   |
| 1985 | 존 아르기리스            | 공학       | 유한 요소 해석의 개발과 엔지니어링 문제 해결에 공헌 |
| 1985 | 존 거든                  | 생물학     | 핵 이식 기술과 유전자 복제, 전사 및 번역에 대한 조사를 위한 양서류 난자의 사용에 공헌                                                                   |
| 1985 | 로저 펜로즈              | 물리학     | 중력붕괴 이론과 이론물리학의 다른 기하학적 측면에 대한 근본적인 공헌                                                                                    |
| 1986 | 에릭 애쉬                | 전기공학   | 새로운 기술과 음향 현미경의 분해능의 실질적인 개선으로 이어진 음향 현미경에 대해 연구                                                                   |
| 1986 | 리처드 돌                | 물리학     | 흡연이 폐암, 심장병 및 기관지염을 유발한다는 점에서 질병의 환경적 요인을 평가하기 위해 통계 및 역학 기술을 선구적으로 사용한 공로                       |
| 1986 | 렉스 리처드              | 화학       | 핵자기 공명에 대한 이론적이고 도구적인 공헌 |
| 1987 | 구스타프 빅터 루돌프 본  | 약학       | 혈소판의 생리학, 병리학 및 약리학에 대한 공헌, 지혈 및 혈전증에서 혈소판 기능을 연구                                                                    |
| 1987 | 에릭 덴턴                | 해양생물학 | 해양 동물의 생리학, 해양 생물학 전반에 공헌 |
| 1987 | 프랜시스 그레이엄 스미스 | 천문학     | 전파 및 광학 천문학에 공헌 |
| 1988 | 해롤드 발로우            | 공학       | 마이크로웨이브와 도파관에 대한 연구 |
| 1988 | 위니프레드 왓킨스        | 생화학     | 세포 표면과 분비된 당단백질에 있는 탄수화물 항원의 생화학적 유전학을 이해하는데 기본적인 기여를 한 공로                                                 |
| 1988 | 조지 배첼러              | 수학       | 난류 및 난류 확산 이론, 미세유체역학 및 콜로이드 현탁액 이론에 대해 연구                                                                                |
| 1989 | 존 로버트 베인           | 약학       | 혈액에서 순환을 조절하는 물질을 감지하고 모니터링하는 기술의 개발, 혈관 및 허혈 상태의 치료개발                                                         |
| 1989 | 데이비드 웨더럴          | 의학       | 지중해빈혈의 임상 및 분자적 기초에 대한 선구적인 연구와 이질성을 밝히는데 근본적인 기여                                                                 |
| 1989 | 존 폴라니                | 화학       | 화학 전하에서 방출되는 전자기 복사에 대한 선구적인 공헌, 화학 레이저 공정의 기초를 정립                                                                 |

## 1990년대
| 연도 | 수상자                        | 분야       | 업적 |
| 1990 | 올게르트 치엔키에비치         | 공학       | 공학 물리학의 문제를 해결하는 일반적인 절차로서 유한 요소 방법을 개척, 응력 분석, 유체 역학, 전자기학 및 기타 여러 상황에 적용 |
| 1990 | 앤 맥라렌                     | 발달생물학 | 포유류 발생학에 대한 탁월한 연구, 특히 체외 수정 및 배아 이식에 대한 과학적 기초를 많이 제공하고 포유류의 성 결정 분석에 공헌 |
| 1990 | 마이클 베리                   | 물리학     | 고전 및 양자 물리학, 특히 ‘베리 단계’의 발견 |
| 1991 | 존 메이슨                     | 물리학     | 구름 물리학에 대한 탁월한 연구와 기상청 사무총장으로서 영국에서 기상학 연구를 확대하고 강화한 공로 |
| 1991 | 마이클 베리지                 | 생물학     | 이노시톨 1,4,5-삼인산이 칼슘을 이동시키는 2차 전달자로 기능한다는 사실을 발견 |
| 1991 | 댄 맥켄지                     | 지구물리학 | 판 구조론, 맨틀 대류, 대륙 변형 및 용융 분리를 포함한 광범위한 지구 물리학 및 지질학적 과정에 대한 정량적 이해를 개발하는데 중요한 역할 |
| 1992 | 데이비드 타버                 | 물리학     | 기계 설계와 상당한 관련성이 있는 고체 사이의 마찰 및 마모에 대한 기본 연구 |
| 1992 | 앤서니 엡스타인               | 의학       | 버킷림프종과 밀접하게 관련된 앱스타인-바 바이러스를 분리시킨 공로 |
| 1992 | 사이먼 도널드슨               | 수학       | 4차원 기하학에 대해 공헌 |
| 1993 | 로드니 힐                     | 응용수학   | 고체의 이론적 역학, 특히 고체의 가소성에 대해 공헌 |
| 1993 | 호레이스 발로우               | 신경과학   | 시각적 감각과 지각에 대한 전기생리학적, 계산적, 정신물리학적 연구에 공헌 |
| 1993 | 볼커 하이네                   | 물리학     | 고체 상태 이론, 특히 고체의 결합 및 구조에 공헌 |
| 1994 | 살바도르 몬카다               | 약학       | 약리학에 대한 공헌과 약물 작용과 관련된 신호 전달의 기본 메커니즘 발견 |
| 1994 | 에릭 맨스필드                 | 항공학     | 고급 항공 구조에 대한 지식, 생물학에 대한 기본적이고 분석적인 공헌 |
| 1994 | 시바라마크리슈나 찬드라세카르 | 물리학     | "원반형 액정의 발명"의 주제를 종합하고 액정의 놀라운 특성을 설명하기 위해 액정에 대한 이해에 관한 선구적인 발견 |
| 1995 | 도널드 멧칼프                 | 의학       | 정상 조혈 및 백혈병 세포의 성장과 분화를 조절하는 집락 자극 인자를 발견한 공로 |
| 1995 | 폴 너스                       | 생화학     | 세포 증식 과정에서 핵심 조절점을 조절하는 유전자의 정체와 기능을 발견, 진핵 세포의 세포 주기 조절 연구 |
| 1995 | 로버트 윌리엄스               | 화학       | 생물학적 시스템에서 무기 요소의 역할을 명확하게 제시하는데 기여한 공로 |
| 1996 | 로버트 힌데                   | 동물학     | 동물 행동 분야에 공헌, 새로운 동물 행동학 분야에서 지배적인 영향을 준 공로 |
| 1996 | 잭 헤슬롭-해리슨              | 식물학     | 식물 생식 생물학, 특히 분류학 및 생태학, 전체 식물 생리학, 체세포 및 생식 세포의 하위 세포 시스템 개발, 꽃가루/낙인 상호작용 및 꽃가루 관 내 액토/미오신 수송 시스템 분야에서 선구적인 연구                                                                             |
| 1996 | 앤드루 와일스                 | 수학       | 정수론, 특히 페르마의 마지막 정리 및 대수정수론에 공헌, 순환계 분야에서 주요 추측에 공헌 |
| 1997 | 제프리 에글린턴               | 화학       | 화학 물질이 살아있는 생물권에서 화석 지권으로 이동하는 방식, 특히 석유 산업에 큰 영향을 미친 석유의 기원, 성숙 및 이동의 발견 |
| 1997 | 존 메이너드 스미스            | 생물학     | 진화 생물학에 대한 이론적 공헌, 수학과 생물학을 결합하여 개체군 역학, 고생물학, 생태학, 행동 생태학, 세균학 및 유전학과 같은 분야에 공헌 |
| 1997 | 도널드 힐 퍼킨스              | 물리학     | 실험적 입자 물리학에 공헌, 특히 중성미자 상호작용의 관찰에 기초한 핵자 구조의 해명, 핵자의 쿼크 하부 구조, 양자 색역학의 타당성에 대한 최초의 정량적 증거 생성에 공헌                                                                                                   |
| 1998 | 에드윈 서던                   | 생화학     | DNA 단편의 공간 패턴을 전기영동 분리 매질에서 혼성화가 일어날 수 있는 막으로 옮기는 방법을 개발한 공로 |
| 1998 | 리카르도 밀레디               | 신경과학   | 신경 시스템의 시냅스 전달 및 뉴런과 효과기 세포 간의 영양 상호 작용의 장기적인 효과에 대한 지식을 발전시킨 공로 |
| 1998 | 도널드 브래들리               | 물리학     | 금속 알콕시드 및 금속 아미드의 분자 화학, 합성, 구조 및 결합에 선구적인 공헌, 금속 산화물 및 금속 질화물로의 전환에 공헌 |
| 1999 | 존 데이비슨                   | 화학       | 유체 흐름, 공정 역학, 가스 흡수 및 산업적 중요성의 실제 문제와 관련된 유동화 기술을 포함하여 화학공학에 공헌 |
| 1999 | 패트릭 데이비드 월            | 신경과학   | 체성 감각 시스템, 특히 통증 기전에 대해 근본적인 공헌 |
| 1999 | 아치볼드 호위                 | 물리학     | 물질의 전자현미경의 발전과 응용, 전자 산란의 기본 이론에 공헌, 특히 비탄성 산란 이론에 광범위한 공헌, 비정질 물질에 대한 체계적인 고해상도 현미경 연구, 중공 원뿔 암시야 이미징을 위한 간섭 체적 개념과 작은 촉매 입자를 이미지화하기 위한 고각 환상 암시야 검출기 사용 |

## 2000년대
| 연도 | 수상자               | 분야       | 업적 |
| 2000 | 팀 버너스리          | 컴퓨터과학 | World Wide Web의 후속 개발을 인정하여 URL 각 웹페이지에 고유한 위치를 제공하는 주소 지정, 시스템 및 HTTP 및 HTML의 두 가지 프로토콜을 설계 |
| 2000 | 제프리 번스톡        | 신경과학   | 자율 신경 전달에 대한 수용된 견해에 도전하는 새로운 가설을 개발하여 퓨린성 신경 전달에 대한 이해의 새로운 발전을 이끈 공로                 |
| 2000 | 키스 어셔우드 잉골드 | 화학       | 자유로운 래디컬과 관련된 반응 메커니즘을 설명한 공로                                                                                       |
| 2001 | 리처드 가드너        | 생물학     | 생쥐 배반포 미세수술에 대한 선구적인 연구, 발달 생물학과 유전자 기능 이해 모두에서 생물학적 지식의 주요 발전을 위한 토대를 마련한 공로     |
| 2001 | 가브리엘 혼          | 생물학     | 행동 각인의 신경생물학적 메커니즘에 대해 연구, 학습과 기억에 대한 분자, 세포, 해부학, 전기생리학 및 생태학적 접근을 하는데 공헌            |
| 2001 | 샘 에드워즈          | 물리학     | 광범위한 물리과학, 특히 이론응축물질 물리학 전반에 공헌                                                                                    |
| 2002 | 리처드 페토          | 수학       | 흡연과 만성 질환의 역학에 대해 공헌 |
| 2002 | 수잔 코리            | 유전학     | 암의 분자적 기반에 대해 공헌, 림프성 악성종양에서 다양한 종양유전자의 역할을 설명하기 위해 유전자 변형 마우스 사용 개척                    |
| 2002 | 레이 프리먼          | 화학       | 핵자기공명 (NMR) 방법의 개발 및 이해에 공헌                                                                                                |
| 2003 | 존 스켈              | 바이러스학 | 인플루엔자 바이러스가 숙주 세포에 결합하는 메커니즘과 바이러스-세포막 융합에 대해 연구                                                     |
| 2003 | 케네스 존슨          | 공학       | 접촉 역학 분야에서 선구적인 공헌 |
| 2003 | 니콜라스 섀클턴      | 지질학     | 고해양학 및 지구화학 분야에 중대한 공헌 |
| 2004 | 제임스 화이트 블랙   | 화학       | 약물 치료의 중요한 원칙을 발견한 공로 |
| 2004 | 알렉 제프리스        | 유전학     | 유전의 넓은 영역에 큰 영향을 미친 공로 |
| 2004 | 잭 루이스            | 화학       | 전이 요소 분야에서 지난 50년 동안 무기 화학 분야에 공헌                                                                                    |
| 2005 | 마이클 페퍼          | 물리학     | 응집물질 물리학에서 가장 높은 수준의 영향을 미치고 반도체 나노 구조의 현대 분야를 창안하는데 공헌                                          |
| 2005 | 토니 포슨            | 생물학     | 세포 신호의 기본 원리를 밝히고 암과 같은 병리학적 상태를 이해하는데 공헌                                                                   |
| 2005 | 마이클 피셔          | 물리학     | 습윤 전이, 전위 용융 및 이온 용액의 임계성과 통계 역학 등, 많은 주제에 공헌                                                                |
| 2006 | 데이비드 볼컴        | 식물학     | 식물뿐만 아니라 모든 생물학과 의학에 대해 공헌                                                                                             |
| 2006 | 팀 헌트              | 생화학     | 세포 주기 조절의 핵심 측면인 사이클린 의존성과 키나아제의 구성요소인 사이클린 단백질 발견                                                  |
| 2006 | 존 펜드리            | 물리학     | 표면 과학, 무질서한 시스템, 광자학 및 메타물질 및 완벽한 렌즈 개념에 대해 공헌                                                             |
| 2007 | 토마스 린달          | 의학       | DNA 복구에 기여 |
| 2007 | 시릴 힐섬            | 물리학     | 갈륨비소의 상용 응용 프로그램 개발에 기여, 영국 최초의 반도체 레이저 제작 담당, 현대 LCD 기술의 기초를 형성하는데 선구적인 공헌            |
| 2007 | 짐 피스트            | 화학       | 기능성 고분자 재료 분야에서 광범위한 의미를 지닌 화학 합성에 공헌                                                                          |
| 2008 | 로버트 헤지스        | 고고학     | 가속기 질량 분석 및 방사성 탄소 연대 측정 기술의 급속한 발전에 기여                                                                        |
| 2008 | 필립 코헨            | 생화학     | 세포 조절에서 단백질 인산화의 역할에 공헌                                                                                                  |
| 2008 | 앨런 퍼쉬트          | 화학       | 단백질 공학에서 선구적인 연구, 효소 분석과 단백질 접힘 문제의 기본 도구로 발전시키는데 공헌                                                |
| 2009 | 친타마니 라오        | 화학       | 고체 및 재료 화학에 대한 매우 혁신적이고 다양한 공헌                                                                                       |
| 2009 | 론 래스키            | 분자생물학 | 암 진단을 위한 새로운 스크리닝 방법으로 이어진 DNA 복제 및 핵단백질 수송의 제어에 기여를 한 공로                                           |
| 2009 | 크리스 돕슨          | 생물리학   | 단백질 접힘 및 잘못된 접힘의 메커니즘과 질병에 대한 의미를 이해하는데 공헌                                                                 |

## 2010년대
| 연도 | 수상자                                    | 분야       | 업적 |
| 2010 | 피터 나이트                               | 양자광학   | 양자 광학 및 양자 정보 과학 분야에서 선구적인 연구                                                                             |
| 2010 | 아짐 수라니                               | 생물학     | 초기 포유류 발달에 대한 이해에 중추적인 기여를 한 공로                                                                         |
| 2010 | 앨런 힐                                   | 화학       | 포도당 및 기타 많은 생 전기화학 분석의 진단 테스트에 혁명을 일으킨 단백질 전기화학에 공헌                                      |
| 2011 | 스티븐 레이                               | 화학       | 유기 화학 분야의 선구적인 연구와 합성 방법론에 공헌                                                                            |
| 2011 | 로빈 홀리데이                             | 분자생물학 | 감수분열 재조합에서 '할리데이 접합' 구조와 CG 염기쌍에서 DNA 메틸화 기능 발견                                                  |
| 2011 | 그레고리 윈터                             | 생물리학   | 단백질 공학 및 치료용 단일클론항체 분야의 선구적인 연구                                                                        |
| 2012 | 톰 키블                                   | 물리학     | 기본 입자 질량, 헬륨 3의 소용돌이 형성 및 초기 우주의 구조 형성에 대한 다양한 적용과 함께 양자장 이론에서 대칭 파괴 이론 발표  |
| 2012 | 케네스 머레이                             | 생물학     | 유전 공학의 발전, 생명 공학 및 간염 바이러스 연구에 공헌                                                                       |
| 2012 | 앤드류 홈즈                               | 화학       | 재료와 생물학의 계면에서 화학 합성에 대한 공헌과 유기 전자 재료 분야 개척                                                      |
| 2013 | 로드니 백스터                             | 물리학     | 통계 역학의 기본 모델에 대해 기여                                                                                              |
| 2013 | 월터 보드머                               | 유전학     | 집단 유전학, 유전자 매핑 및 가족 유전 질환에 중대한 기여                                                                       |
| 2013 | 피터 웰스                                 | 의학물리학 | 임상 실습에 혁명을 일으킨 진단 및 수술 도구로서의 초음파 개발에 물리 및 공학 과학의 응용을 개척한 공로                         |
| 2014 | 테런스 타오                               | 수학       | 조화 분석, 소수 이론, 편미분 방정식, 조합론, 컴퓨터 과학, 통계, 표현 이론 등을 포함하여 수학에 대한 깊고 다양한 공헌           |
| 2014 | 토니 헌터                                 | 생화학     | 세포 신호 전달에 대한 이해에 혁명을 일으킨 SRC 단백질 키나제에 의한 티로신 인산화 발견                                         |
| 2014 | 하워드 모리스                             | 생물리학   | 전략 및 기기 설계를 포함한 생체분자 질량분석기 분야의 선구적인 작업과 생물약제학 특성화 분야에 공헌                            |
| 2015 | 조셀린 벨 버넬                            | 천문학     | 20세기의 가장 중요한 천문학적 발견 중 하나인 펄서를 관찰, 분석 및 이해하는데 중추적인 기여를 한 공로                           |
| 2015 | 엘리자베스 블랙번                         | 생물학     | 텔로머라아제의 예측 및 발견과 게놈 보호 및 유지에 있어서 텔로미어의 역할에 대한 연구                                           |
| 2015 | 크리스토퍼 르웰린 스미스                  | 물리학     | 표준 모델 개발에 공헌, 특히 LHC 구축에 공헌                                                                                    |
| 2016 | 존 머리그 토마스                          | 화학       | "녹색 화학, 청정 기술 및 지속 가능성에 큰 영향을 미친 단일 사이트 불균일 촉매에 대한 촉매 화학 분야의 선구적인 연구            |
| 2016 | 엘리자베스 로버트슨                       | 생물학     | 포유류 배아의 초기 신체 계획과 관련된 경로를 확립한 쥐 발생학 및 발달 분야의 혁신적인 연구                                     |
| 2016 | 존 굿비                                   | 재료과학   | 새로운 형태의 물질과 물질, 특히 키랄 액정 개발의 발견                                                                          |
| 2017 | 폴 코쿰                                   | 물리학     | 레이저 물리학과 아토초 과학 분야의 발전에 공헌                                                                                 |
| 2017 | 피터 그랜트 로즈마리 그랜트               | 생물학     | 갈라파고스에서 다윈 핀치새의 생태와 진화에 대한 연구를 통해 자연 선택이 자주 발생하고 그 결과 진화가 빠르다는 것을 입증        |
| 2017 | 멜빈 그리브스                             | 의학       | 다양한 백혈병의 세포 계통을 정의하고 현재 일상적인 임상에서 사용되는 절차로 이어진 정상 및 백혈병 세포의 표면 항원에 대한 연구 |
| 2018 | 스티븐 스파크                             | 지질학     | 위험 평가 및 위험 완화를 포함하여 화산에 대해 이해하는데 공헌                                                                  |
| 2018 | 루이스 월퍼트                             | 생물학     | 배아 발달에서 위치 정보의 개념으로 이어진 형태 형성 및 패턴 형성에 대한 연구                                                   |
| 2018 | 샹카르 발라수브라마니안 데이비드 클레너만 | 의학       | 생물학 및 게놈 의학을 변형시키는 DNA 시퀀싱 기술의 공동 개발                                                                   |
| 2019 | 캐롤 로빈슨                               | 생물학     | 단백질의 상호작용과 기능적 조절에 대한 이해를 향상시키는 구조 생물학에 대해 연구                                               |
| 2019 | 미셸 괴데르트                             | 생물학     | 조립된 타우 단백질과 알파-시누클레인을 식별 및 특성화하고 이들이 알츠하이머 및 파킨슨병의 내포물을 형성함을 증명               |
| 2019 | 앤 다울링                                 | 물리학     | 연소 감소, 공기역학적 소음 및 항공기 설계에 선구적인 연구                                                                      |

## 2020년대
| 연도 | 수상자                    | 분야        | 업적 |
| 2020 | 허버트 후페르트           | 지구물리학  | 유체 역학 연구를 위해 응용 수학자로서 자연 및 산업 과정에 대한 독창적인 분석을 지속적으로 개발                                                                                |
| 2020 | 캐롤라인 딘               | 생물학      | 식물의 계절적 타이밍에 기초한 분자 메커니즘을 설명하여 식물 발달 타이밍의 기본 과정과 춘화의 후성적 기초를 발견                                                               |
| 2020 | 이안 샹크스               | 공학        | 액정에 대한 지식을 확장하고 이를 성공적으로 적용하여 새로운 LCD를 발명, 상업용 당뇨병 테스트 스트립 개발                                                                      |
| 2021 | 콜린 험프리스             | 재료과학    | 기초 및 응용과학, 산학 협력, 기술 개발 및 이전, 학술 리더십, 과학에 대한 대중의 이해 증진, 공공 기관에 대한 과학 자문 분야에 공헌                                             |
| 2021 | 데니스 로                 | 생물학      | 모체 혈장에서 태아 DNA를 발견, 비침습적 산전 검사를 개발, 다른 유형의 액체 생검에 기초적인 기여                                                                               |
| 2021 | 마이클 보리스 그린        | 물리학      | 장기간에 걸쳐 끈 이론의 발전에 결정적이고 영향력 있는 공헌을 한 공로 |
| 2022 | 리처드 엘리스             | 천문학      | 망원경과 장비의 수많은 발전에 동기를 부여했으며, 이러한 시설을 활용하여 우주 진화에 대한 이해에 혁명을 일으킨 공로                                                            |
| 2022 | 스티븐 C. 웨스트          | 생물학      | 게놈의 재조합, 복구 및 유지에 필수적인 주요 효소의 기능을 발견하고 결정한 공로                                                                                                |
| 2022 | 제프리 힌턴               | 컴퓨터 과학 | 인공 신경망의 분산 표현을 학습하고 이를 음성 및 시각에 적용하는 알고리즘에 대한 선구적인 작업을 통해 국제 정보 기술 산업의 변화를 주도한 공로                                 |
| 2023 | 토니 호어                 | 컴퓨터 과학 | 컴퓨터 프로그래밍 분야에 혁명을 일으킨 획기적인 공헌, 입증 가능한 올바른 코드의 길을 닦은 "호어 논리"의 개발, 소프트웨어 신뢰성을 보장하기 위한 강력한 프레임워크 제공한 공로 |
| 2023 | 허먼 월드먼               | 면역학      | 인간 치료를 위한 선구적인 단클론 항체 개발을 한 공로 |
| 2023 | 패트릭 밸런스 크리스 휘티 | 약리학 역학 | 코로나19 팬데믹에 대한 영국의 대응이 최고의 과학과 증거의 혜택을 받도록 보장하는 데 중추적인 역할을 한 공로                                                                   |